# Абу Муса аль-Ашари
Абу́ Муса́ Абдулла́х ибн Кайс аль-Ашари́ (араб. أبو موسى الأشعري‎; неизв., совр. Йемен — 666, Мекка, совр. Саудовская Аравия) — мусульманский политический деятель, сподвижник пророка Мухаммада.

## Биография
Абу Муса аль-Ашари родился в Йемене, там же вместе со своей семьёй принял ислам. Для знакомства с мусульманами выехал в Эфиопию, где находились мусульмане-эмигранты. Вместе с Муазом ибн Джабалем знакомил йеменцев с положениями исламской религии.
Будучи наместником Басры и Куфы, способствовал развитию наук и образования, строил объекты общественного значения и коммуникации. После Сиффинской битвы Абу Муса аль-Ашари отошёл от политики и уехал в Мекку. Конец жизни он провёл в затворничестве и уединении. Абу Муса аль-Ашари является передатчиком около 360 хадисов.

## Военно-политическая деятельность
Поселился в Медине после битвы при Хайбаре. Участвовал так же в завоевании Мекки, битве при Хунайне и походе на Табук. После смерти пророка Мухаммада был назначен халифом Умаром наместником Хадрамаута (Южная Аравия), однако затем он подал в отставку и отправился на войну в Ирак, где ему было поручено завоевание Нисибина. После завоевания Нисибина был назначен наместником Басры. Абу Муса аль-Ашари победил персов, во главе с Хурмузаном и занял Хузестан, закончившаяся неудачной попыткой персов вернуть Хузестан в битве при Кадиссии.
По приказу халифа Умара Абу Муса аль-Ашари заменил Аммара ибн Ясира в качестве наместника Куфы, однако, через некоторое время, снова вернул его на должность наместника Басры. Абу Муса аль-Ашари сыграл важную роль в завоевании Исфахана в 23 году хиджры. В 650 году халиф Усман назначил наместником Басры Абдуллаха ибн Амира, а через 5 лет вновь назначил наместником Куфы Абу Мусу аль-Ашари.

## Сиффинская битва
После битвы при Сиффине противоборствующие стороны договорились создать третейский суд. Окружение халифа Али ибн Абу Талиба настояло на том, чтобы его представителем был Абу Муса аль-Ашари, хотя сам Али не хотел этого. На третейском суде Абу Муса объявил о том, что обе противоборствующие стороны неправы и должны подать в отставку. По словам Абу Мусы мусульмане обязаны были избрать нового халифа, как было оговорено до этого. Представитель Муавии Амр ибн аль-Ас отказался объявлять о его низложении с поста наместника Сирии, тем самым нарушив ранее достигнутую договорённость. После этого шансы на мирное решение проблемы были упущены.